# Nogometni Klub Pomorac 2014-2015
Questa voce raccoglie le informazioni riguardanti lo Nogometni Klub Pomorac nelle competizioni ufficiali della stagione 2014-2015.

## Stagione
Dopo la 12ª giornata di campionato, il Pomorac ha cessato la propria attività, ritirandosi dal campionato.

## Rosa
| N. |                    | Ruolo | Calciatore        |
| -- | ------------------ | ----- | ----------------- |
| 1  | Croazia (bandiera) | P     | Matia Torbarina   |
| 2  | Croazia (bandiera) | D     | Sebastijan Antić  |
| 3  | Croazia (bandiera) | C     | Josip Rudan       |
| 4  | Croazia (bandiera) | D     | Antonio Načinović |
| 5  | Croazia (bandiera) | C     | Neven Čuturilo    |
| 6  | Croazia (bandiera) | C     | Sanin Muminović   |
| 7  | Croazia (bandiera) | C     | Luka Bilobrk      |
| 8  | Croazia (bandiera) | C     | Zvonimir Milić    |
| 10 | Croazia (bandiera) | A     | Dražen Pilčić     |
| 11 | Croazia (bandiera) | A     | Marko Bjelanović  |
| 12 | Croazia (bandiera) | P     | Carlo Berković    |

| N. |                    | Ruolo | Calciatore         |
| -- | ------------------ | ----- | ------------------ |
| 13 | Croazia (bandiera) | D     | Mateo Damiš        |
| 14 | Croazia (bandiera) | A     | Božidar Janjušević |
| 15 | Croazia (bandiera) | C     | Matija Petrović    |
| 16 | Croazia (bandiera) | D     | Mario Kurilić      |
| 19 | Croazia (bandiera) | A     | Antonio Mance      |
| 20 | Croazia (bandiera) | A     | Gordan Jovanović   |
| 21 | Croazia (bandiera) | D     | Marin Grujević     |
| 22 | Croazia (bandiera) | C     | Diego Živulić      |
|    | Croazia (bandiera) | D     | Boris Bjelkanović  |
|    | Croazia (bandiera) | C     | Jasmin Demir       |